# Hofwart

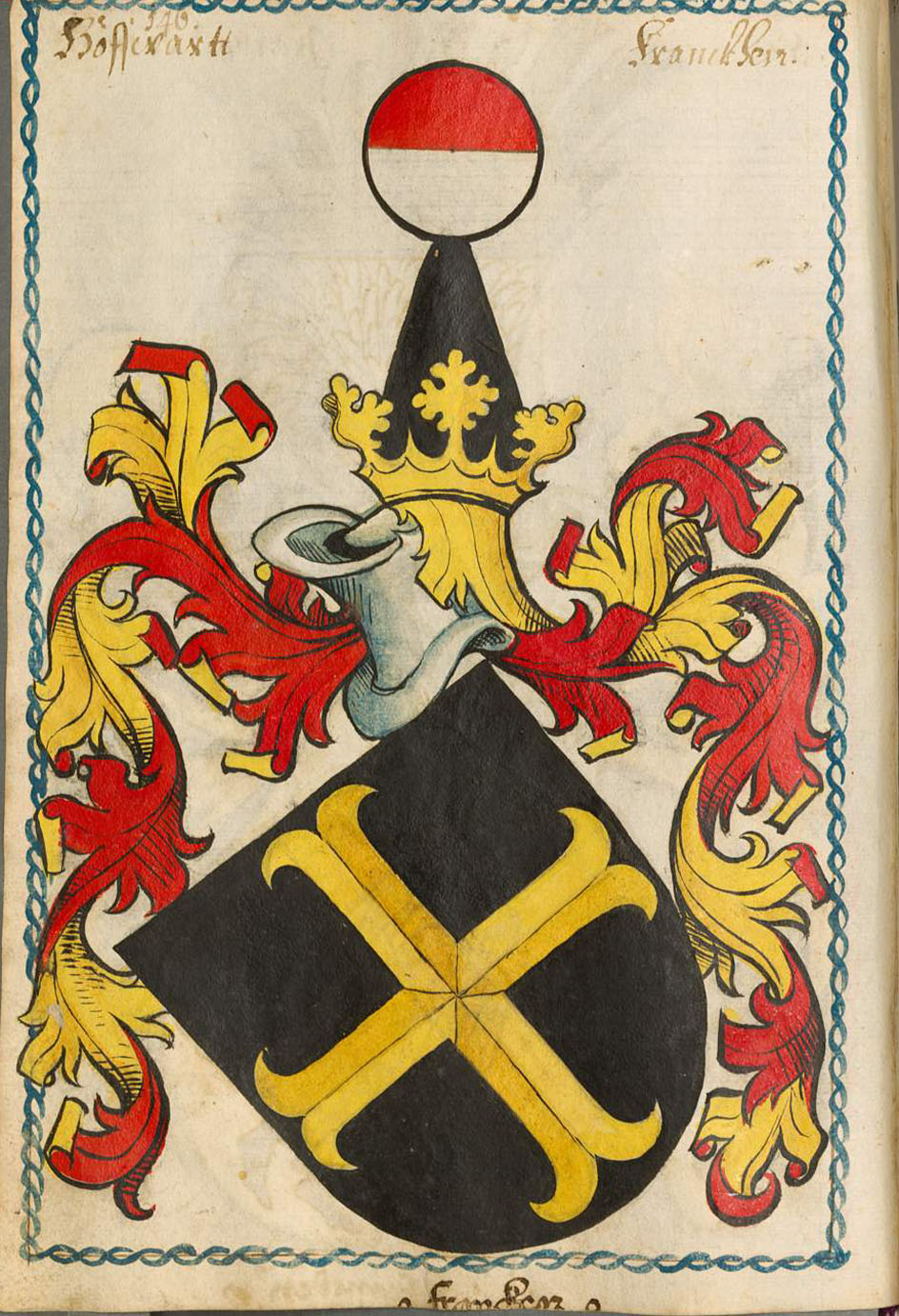
Das Wappen der Hofwart in Scheiblers Wappenbuch

Die Familie Hofwart war ein fränkisch-schwäbisches Adelsgeschlecht auch bekannt mit dem Namenszusatz Kirchheim zu Widdern. Sie war organisiert im fränkischen Ritterkanton Odenwald.

## Geschichte
Die Hofwart waren familiär mit den Echter von Mespelbrunn verbunden: Hamann II. (ca. 1408–1480) war mit Lisa Hofwart von Kirchheim verheiratet. Auch in der Ahnenprobe von Gertraud Echter von Mespelbrunn, geb. von Adelsheim (1525–1583, Frau von Peter III. Echter und Mutter von Julius Echter, Fürstbischof von Würzburg, 1545–1617), wie sie auf dem großen Echter-Epitaph in der Wallfahrtskirche Hessenthal, 63875 Mespelbrunn zu sehen ist, erscheint väterlicherseits ganz unten links das Wappen der Hofwart, auf dem Epitaph „Hofwart“ geschrieben (blaues Kreuz auf goldenem Grund). Des Weiteren steht in der Ahnenreihe von Philipp Anton von Ehrenberg (Fürstbischof von Würzburg, 1583–1631), Neffe von Fürstbischof Julius Echter und Sohn von dessen Schwester Margarethe (1549–1611), verheiratet mit Hans Heinrich sen. von Ehrenberg (1547–1584), eine Ururgroßmutter väterlicherseits namens Elisabeth Hofwart von Kirchheim, verh. Horneck von Hornberg.

## Wappen
Es existieren drei Wappen der Hofwart, die sich in ihrer Tinktur voneinander unterscheiden. Das Wappen aus dem Scheiblerschen Wappenbuch (Franken) zeigt einen schwarzen Schild mit goldenem Ankerkreuz und schwarzem Spitzhut, darauf eine rot-silberne Kugel. Die Decken sind rot-gold.
Die beiden anderen Darstellungen stammen aus Siebmachers Wappenbuch. Bei Fränkische wird in einem goldenen Schild ein blaues Tatzenkreuz abgebildet. Auf dem Helm mit blau-goldenen Decken steht hier ein blauer Spitzhut, oben besteckt mit einem grünen Federbusch. Bei „Schwäbische“ zeigt es einen schwarzen Schild mit goldenem Tatzenkreuz. Auf dem Helm mit schwarz-goldenen Decken steht ein roter Spitzhut, oben besteckt mit dem grünen Federbusch.
(Hinweis: Die rheinischen Dalberg führten ein schwarzes Ankerkreuz auf goldenem Grund, die fränkischen Modschilder zu Gera ein goldenes auf blauem.)

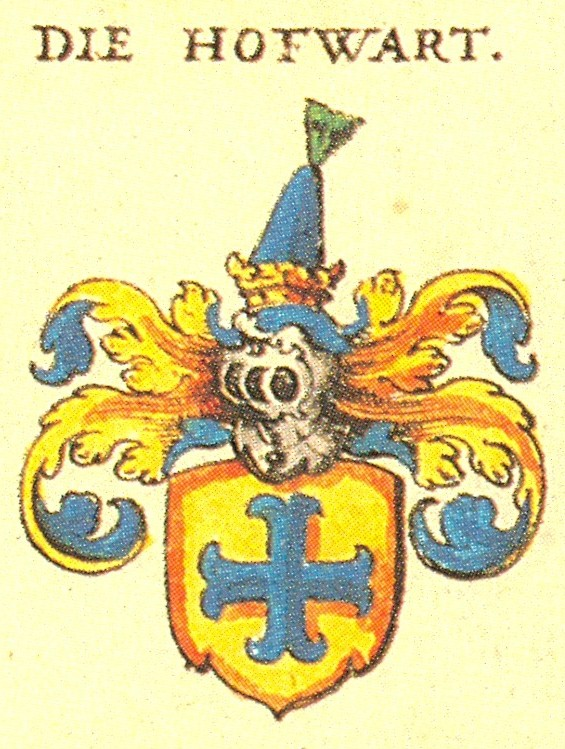
Wappen der Hofwart in Siebmachers Wappenbuch
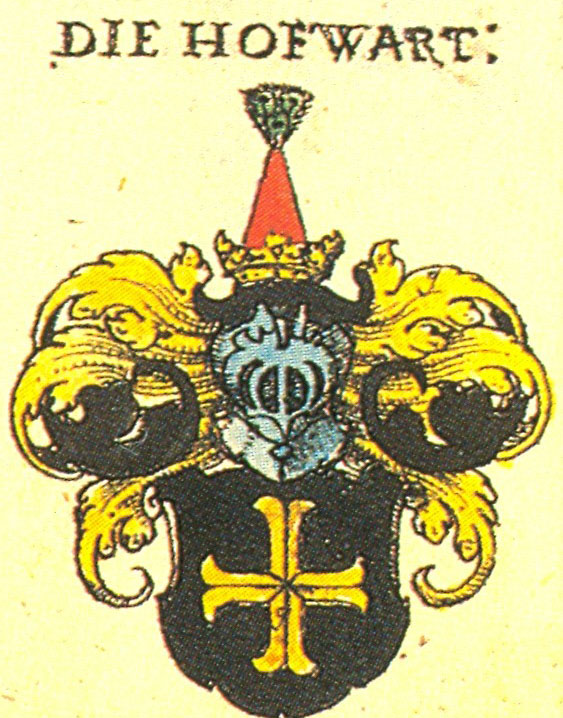
Wappen bei Siebmacher unter Schwaben